# Girl from Ipanema Goes to Greenland
"Girl from Ipanema Goes to Greenland" é o segundo single retirado do álbum Bouncing off the Satellites da banda The B-52's. O single atingiu a décima posição na Billboard Hot Dance Club Play. Foi uma das últimas canções gravadas com o fundandor e guitarrista Ricky Wilson antes de sua morte.

## Faixas
1. "Girl from Ipanema Goes to Greenland" (Extended Mix) - 8:56
2. "Girl from Ipanema Goes to Greenland" (Single edit) - 3:58
3. "Girl from Ipanema Goes to Greenland" (12" Mix) - 7:05
4. "Girl from Ipanema Goes to Greenland" (Dub) - 7:02

- Track 1 remixed by Shep Pettibone.
- Tracks 3 and 4 remixed by The Latin Rascals.

## Paradas
| Chart                              | Peak position |
| ---------------------------------- | ------------- |
| U.S. Billboard Hot Dance Club Play | 10            |